# Frontal d'altar de Baltarga
El frontal d'altar de Baltarga és un frontal d'altar de fusta pintada que es trobava originalment a l'església de Sant Andreu de Baltarga i que actualment es troba dipositat al MNAC. L'obra va ser adquirida per la Junta de Museus el 1911.
Probablement, va ser un encàrrec de Pere d’Ortafà, abat de Sant Miquel de Cuixà, entre 1203 i1221, per dotar de nou mobiliari litúrgic a l'església de Sant Andreu de Baltarga, que en depenia de Cuixà. Possiblement va ser encarregat després de 1203 per “reparar” la situació d’un temple que havia estat saquejat anys abans.

## Descripció
Al centre, apareix una figura de Maiestas Domini on Crist beneïx amb la mà dreta i sosté un llibre a l'esquerra, amb la Terra com a escambell als seus peus. Està envoltada per un tetramorf. Als laterals, apareixen Maria, mare de Jesús i alguns apòstols (Joan, Andreu, Jaume, Felip i Tomàs, degudament identificats pels noms inscrits en vertical) i al darrer quadrant una crucifixió.

## Anàlisi
Aquesta pintura presenta trets romans d'Orient, sobretot en el tractament dels rostres, fet que la relaciona amb el frontal d'altar de Sant Genís de Fontanes (desaparegut), signat per Mestre Alexander (per aquest motiu, se suposa que és l'autor d'aquesta obra no signada). Destaca també la seva policromia, basada en el contrast de colors vius.
La simbologia és l'habitual d'aquestes pintures del romànic. Crist porta una capa vermella, color del poder, de la reialesa, ja que se'l representa en tota la seva esplendor, sobre un tron que domina el món. Els apòstols porten a la mà llibres, probablement les Escriptures, i els rostres es presenten de front o de costat. Al quadrant inferior, apareix el martiri d'Andreu apòstol, a qui està consagrada l'església de la qual prové la pintura, tot i que la creu és ordinària i no en forma d'aspa, com serà usual en la iconografia posterior.